# Finding the Rhythms
Finding The Rhytms es el primer álbum de estudio de la banda Hot Water Music. Fue grabado en dos partes: la primera parte fue grabada por Tommy Hamilton, el 21 de enero y en esa grabación entró la segunda mitad del disco, de la canción 8 a la 12. La segunda parte la forman los siete primeros temas, que fueron grabados por Steve Heritage entre el 29 y 30 de abril.
El álbum fue producido por Steve Heritage y el diseño de la portada lo creó Scott Sinclair. No Idea Records lanzó Finding The Rhythms a finales de 1995-comienzos de 1996.

## Listado de canciones
1. "Scraping" – 3:14
2. "The Passing" – 4:41
3. "Floor" – 2:14
4. "Counting Numbers" – 5:06
5. "Liquid America" – 4:36
6. "Bound" – 3:38
7. "Arms Can't Stretch" – 4:50
8. "Practice in Blue" – 3:50
9. "Incisions" – 4:24
10. "Recliner" – 4:14
11. "Present" – 4:48
12. "Eating the Filler" – 6:14

## Créditos
- Chuck Ragan - cantante, guitarra
- Chris Wollard - cantante, guitarra
- Jason Black - bajo
- George Rebelo - batería

- Datos: Q2384273